# Stefania (cráter)
Stefania es un cráter de impacto en el planeta Venus de 11,7 km de diámetro. Lleva el nombre de un nombre propio rumano, y su nombre fue aprobado por la Unión Astronómica Internacional en 1985.
El delantal del material expulsado sugiere que el cuerpo impactante entró en contacto con la superficie desde un ángulo oblicuo. Después de una observación más cercana, es posible delinear cráteres secundarios, cicatrices de impacto de bloques expulsados del cráter primario.
Una característica asociada con éste y otros muchos cráteres de Venus es un halo oscuro en el radar. Dado que el retorno oscuro al radar significa una superficie lisa, se ha planteado la hipótesis de que una onda de choque intensa eliminó o pulverizó el material de superficie, anteriormente rugosa, o que se depositó un manto de material fino durante o después del impacto.